# Спиридонов, Виктор Афанасьевич
Виктор Афанасьевич Спиридонов (20 декабря 1882 — 7 сентября 1944) — создатель боевого искусства самоз, один из основателей самбо (причём он является автором самого термина «самбо»). Благодаря Спиридонову, приёмы джиу-джитсу под русскоязычными названиями в 1930 году были официально включены в Наставление по физической подготовке РККА и в аналогичные наставления для подготовки сотрудников рабоче-крестьянской милиции.

## Дореволюционная биография
Личное дело, заведённое на Спиридонова как на работника «Динамо», было уничтожено в 1941 году. Единственным источником информации о его дореволюционной биографии является его личное дело как сотрудника курсов Всевобуча, обнаруженное историком отечественных систем рукопашного боя М. Н. Лукашевым в Центральном государственном военно-историческом архиве СССР. Согласно написанному собственноручно Спиридоновым послужному списку, происходил он из мещан Вятской губернии. В семнадцать лет, не окончив гимназию, ушёл в армию рядовым — «вольноопределяющимся». За свою стать был направлен в Кремлёвский батальон. Заслужил унтер-офицерские лычки и был командирован в Казанское пехотное училище, где учился в одном взводе с будущим маршалом Советского Союза А. И. Егоровым.
В 1905 году В. А. Спиридонов в звании подпоручика отправился на Русско-японскую войну, служил в конной разведке, но его часть не принимала участие в боевых действиях. Был награждён орденом Святой Анны IV-й и III-й степеней и орденом Станислава III-й степени с мечом и бантом.
С 1906 года В. А. Спиридонов увлёкся модным тогда в Европе «джиу-джитсу», которое изучал по издававшимся тогда в России и в Европе пособиям и самоучителям.
На катке В. А. Спиридонов познакомился со старшеклассницей-гимназисткой, купеческой дочерью Клавдией Чистовой, которой стал помогать в гимназических занятиях. Именно в это время он получил приказ о переводе в Сибирский третий пехотный резервный Нерчинский полк. Чтобы не разлучаться с будущей женой, он пожертвовал карьерой: подал в отставку, утратив право на своевременное получение очередного чина. Несколько месяцев спустя он вновь поступил на службу, но уже в ту воинскую часть, которая базировалась неподалёку от его суженой — в 238-й Клязьминский резервный батальон, сформированный ещё самим Петром I.
В Первую мировую войну В. А. Спиридонов с первых дней оказался на фронте. Был тяжело контужен, год провёл в госпиталях, после чего был «уволен от службы с производством в следующий чин и награждением мундиром и пенсией».

## Годы революции и гражданской войны
После революции отставному офицеру царской армии большевики предоставили работу и жильё, а также возможность заниматься спортом и продвигать боевые искусства в новом советском государстве. В 1919 году он стал счетоводом в Главном броневом управлении Красной армии.
По мере улучшения здоровья В. А. Спиридонов вновь стал возвращаться к спортивным привязанностям. В марте 1918 года в Москве состоялось очередное первенство России по «тяжёлой атлетике» (под этим термином тогда понимали поднимание тяжестей, французскую борьбу, английский бокс, перетягивание каната, «бросание тяжести», «бросание лёгкого камня» и «толкание камня»); В. А. Спиридонов имеется на сохранившейся уникальной фотографии участников и организаторов этого чемпионата, где сидит на почётном месте. В то же время он был членом Московского речного яхт-клуба, начальником школы джиу-джитсу по подготовке инструкторов милиции при Главном управлении рабоче-крестьянской милиции, преподавал спортивные дисциплины в одной из железнодорожных организаций Всевобуча, а также стал заведующим Московскими окружными курсами инструкторов спорта и допризывной подготовки имени товарища Ленина, где тогда появился предмет «Защита и нападение без оружия».

## «Динамо»
В начале 1923 года в Москве было учреждено Пролетарское спортивное общество «Динамо», среди учредителей которого был и Виктор Афанасьевич Спиридонов, организовавший при «Динамо» секцию нападения и защиты. Его первая группа насчитывала всего 14 человек, поэтому, чтобы привлечь к занятиям как можно больше народу и заинтересовать молодёжь, Виктор Афанасьевич выступил в цирке перед красноармейцами с лекцией и показательными выступлениями. Выступление имело большой успех: цирк был переполнен.
За несколько лет В. А. Спиридонову удалось подготовить целую плеяду инструкторов. Тогда же он издал три книги, излагавшие основные принципы разработанной им системы самозащиты: «Руководство самозащиты без оружия по системе джиу-джитсу» (1927), «Самозащита без оружия. Тренировка и состязания» (1928) и «Самозащита без оружия. Основы самозащиты. Тренировка. Методика изучения» (1933). Пропагандируя дело самозащиты, В. А. Спиридонов объездил весь Советский Союз. Секции самозащиты стали функционировать не только в московской, но и во многих других динамовских организациях.
Свою чисто прикладную борьбу в одежде В. А. Спиридонов культивировал как ведомственный, закрытый для посторонних вид спорта. Поэтому когда в 1928 году в Москве во время Всесоюзной Спартакиады Спиридонов предложил гостям из Германии, приехавшими с показательными выступлениями по «джиу-джитсу» (так тогда в Европе называли дзюдо) провести товарищеский матч с его учениками, те спокойно согласились; к удивлению немецких гостей, ученики Спиридонова выиграли две схватки из трёх. В феврале 1929 года был проведён первый чемпионат московского «Динамо» по преподававшемуся Спиридоновым виду борьбы в одежде (сам Спиридонов свою систему именовал поначалу просто «самозащита», потом, отдавая дань модным тогда сокращениям, стал называть «система „Сам“»; впоследствии появилось такое название, как «самоз»). Именно Спиридонов потом придумал название «самбо», которой стали называть конкурирующую систему «выходца из Японии» В. С. Ощепкова. Он посылал своих учеников тайно учиться у Ощепкова. На первой мировой войне Спиридонов стал инвалидом, он сам не мог ничего показать из своей борьбы, это была теория. Показывали часто обученные Ощепковым ученики.
Система Спиридонова была исключительно прикладной, в ней, в основном, были представлены приемы, направленные на моментальное выведение противника из строя, нанесение максимальных повреждений, даже увечий. Подразумевалось использование оружия, ремня, тяжелого сапога, ножа, в том числе, инвалидами, каким был и сам Спиридонов. Это далеко от спорта, но существует боевое самбо. И при его создании опыт Спиридонова оказался весьма востребован.

## Последние годы жизни
На рубеже 1930—40-х годов непосредственным начальником В. А. Спиридонова в «Динамо» стал принципиальный противник как его системы, так и его самого. Спиридонову пришлось уволиться «по собственному желанию».
С началом Великой Отечественной войны В. А. Спиридонов стал обучать рукопашному бою бойцов Отдельной мотострелковой бригады особого назначения НКВД на специальной учебной базе в подмосковных Мытищах. Спиридонов был единственным из патриархов советского самбо, кто в годы войны был допущен передавать свой профессиональный опыт по назначению.
В. А. Спиридонов был заядлым курильщиком. К концу жизни у него был обнаружен рак лёгких. Из больницы его выписали как безнадёжного, и умирал он дома, в тяжёлых мучениях, однако мужественно. Скончался 7 сентября 1944 года, похоронен на Ваганьковском кладбище.

## После смерти
Могила Виктора Спиридонова долгие годы считалась утерянной. В начале 2012 года члены НП «Общество некрополистов» нашли могилу Виктора Афанасьевича в плохом состоянии. Летом 2012 года было принято решение привести могилу в порядок и установить памятник. Торжественное открытие памятника состоялось 20 декабря 2012 года.
В декабре 2020 году на Аллее славы спортивного комплекса «Лужники» был установлен мемориал, посвящённый основоположникам самбо Виктору Спиридонову, Василию Ощепкову и Анатолию Харлампиеву.
В 2023 году в российском художественном фильме «Легенда о самбо» роль Виктора Спиридонова сыграл Дмитрий Павленко.